# HD 148156 b
إتش دي 148156 بي (بالإنجليزية: HD 148156 b)‏ الذي يرمز له بالرمز HD 148156b، هو كوكب خارج المجموعة الشمسية، في كوكبة مسطرة النقاش، يتبع HD 148156 ‏.

## الاكتشاف
اكتشف في 19 أكتوبر 2009.